# Cuenca (Španělsko)
Cuenca je město ve španělském autonomním společenství Kastilie – La Mancha. Nachází se v provincii Cuenca, která patří k největším ve Španělsku. Žije zde přibližně 53 tisíc obyvatel.
Ve městě se nachází mnoho historických památek, jeho historická část byla v roce 1996 zařazena ke světovému dědictví UNESCO.

## Historie
Region byl osídlen již v dobách, kdy Pyrenejský poloostrov ovládala Římská republika a později Římská říše. Nicméně významnějšími místy v tehdejší době byly nedaleká města jako například Segobriga.
V osmém století na Pyrenejský poloostrov přichází Maurové, v roce 714 obsadili oblast současného města Cuenca. Vzhledem ke své strategické pozici oddělené dvěma řekami na vysokých skalách postavili pevnost, kterou nazvali "Kunka".
V roce 1177 dobyl město Cuenca Alfons VIII. Kastilský a zahájil repopulaci a obnovu města, na kterou přes deset let dohlížel. Mezi významné stavby, kterým dal vzniknout, patří jak katedrála, tak například mincovna. Král při odchodu na přelomu let 1189 a 1190 daroval městu chartu, která byla svého času považována za jednu z nejlépe formulovaných a později sloužila jako vzor pro další charty ve Španělsku. Obsahovala 48 kapitol a přes 950 zákonů.

## Galerie

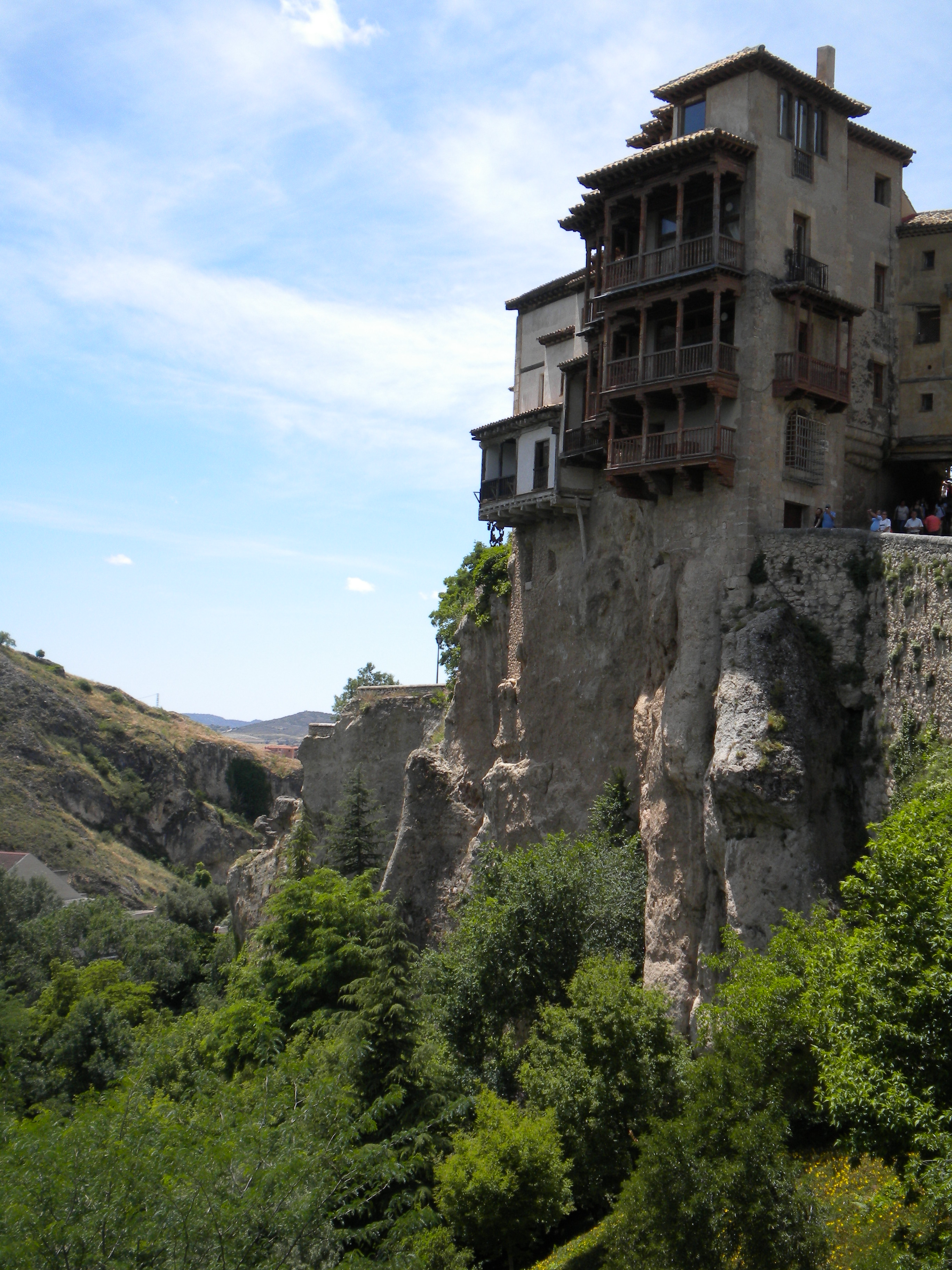
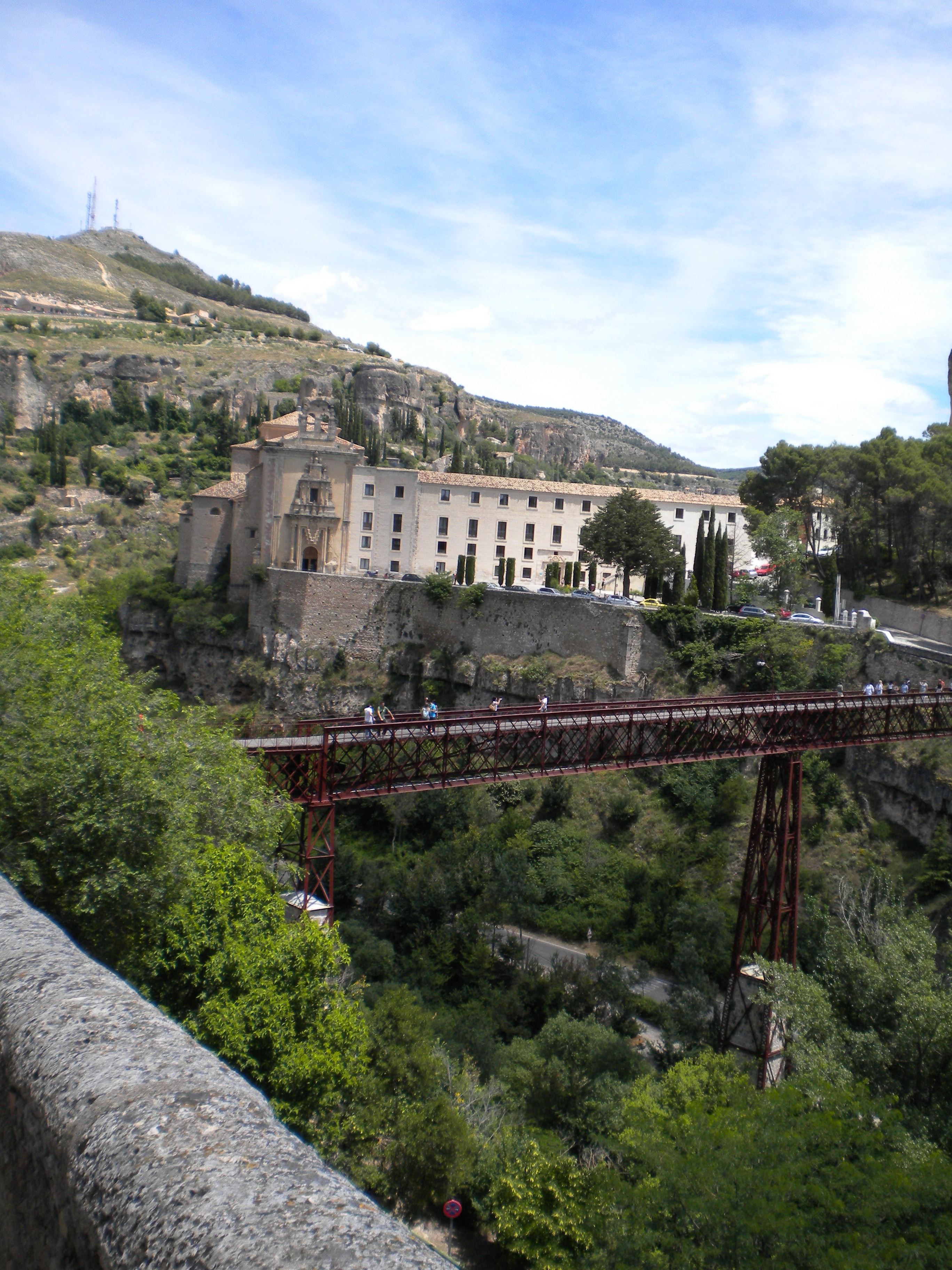
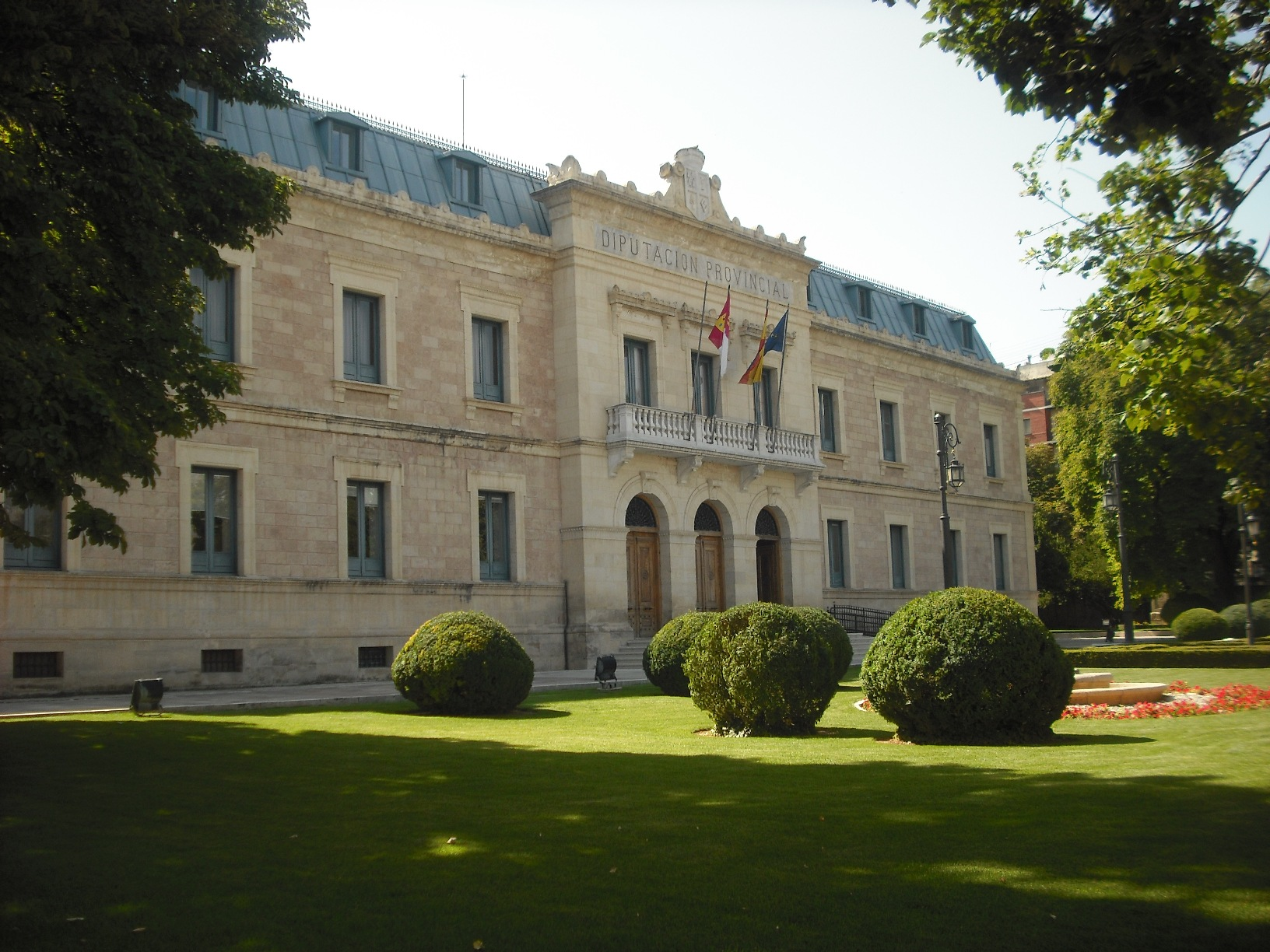
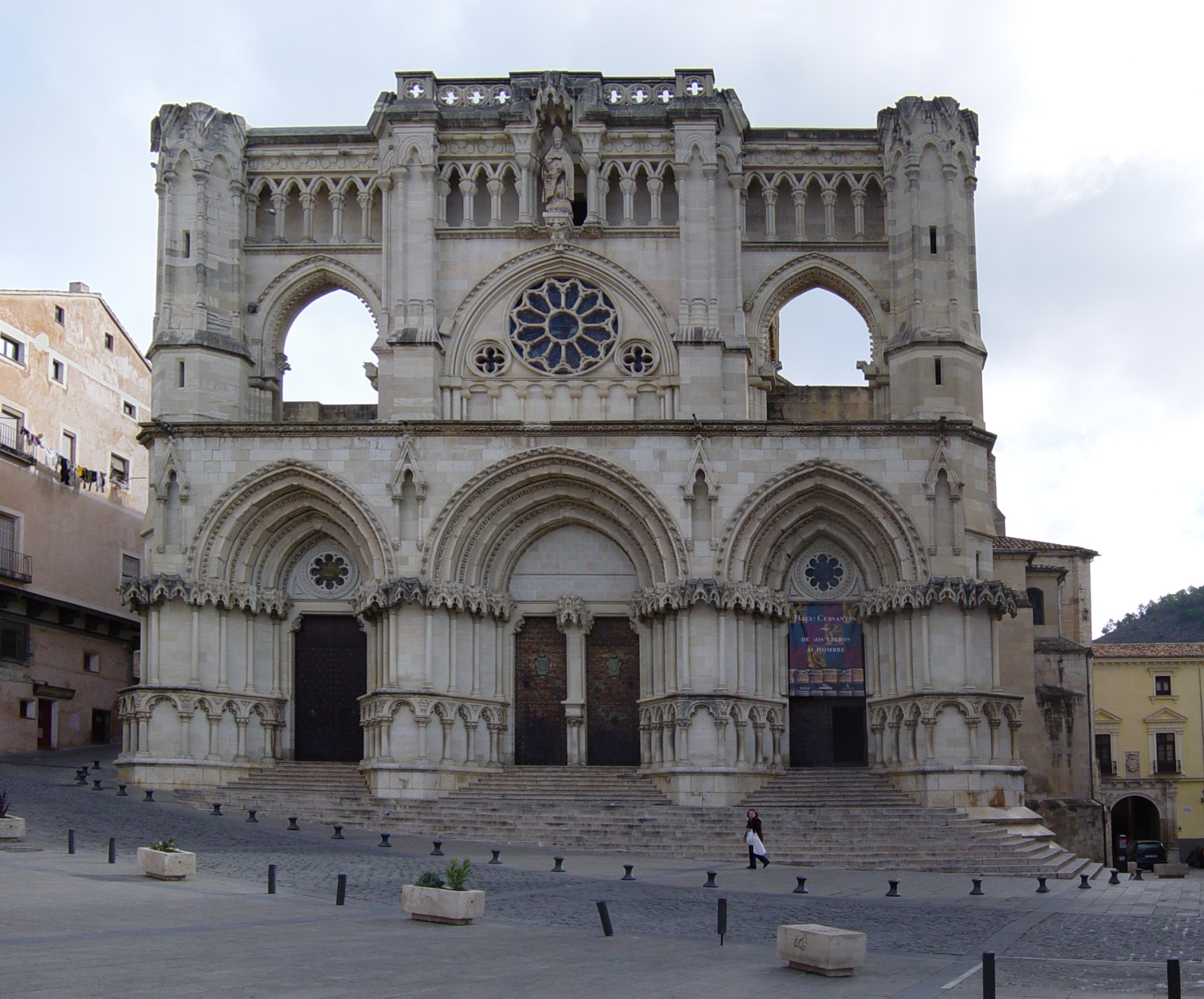
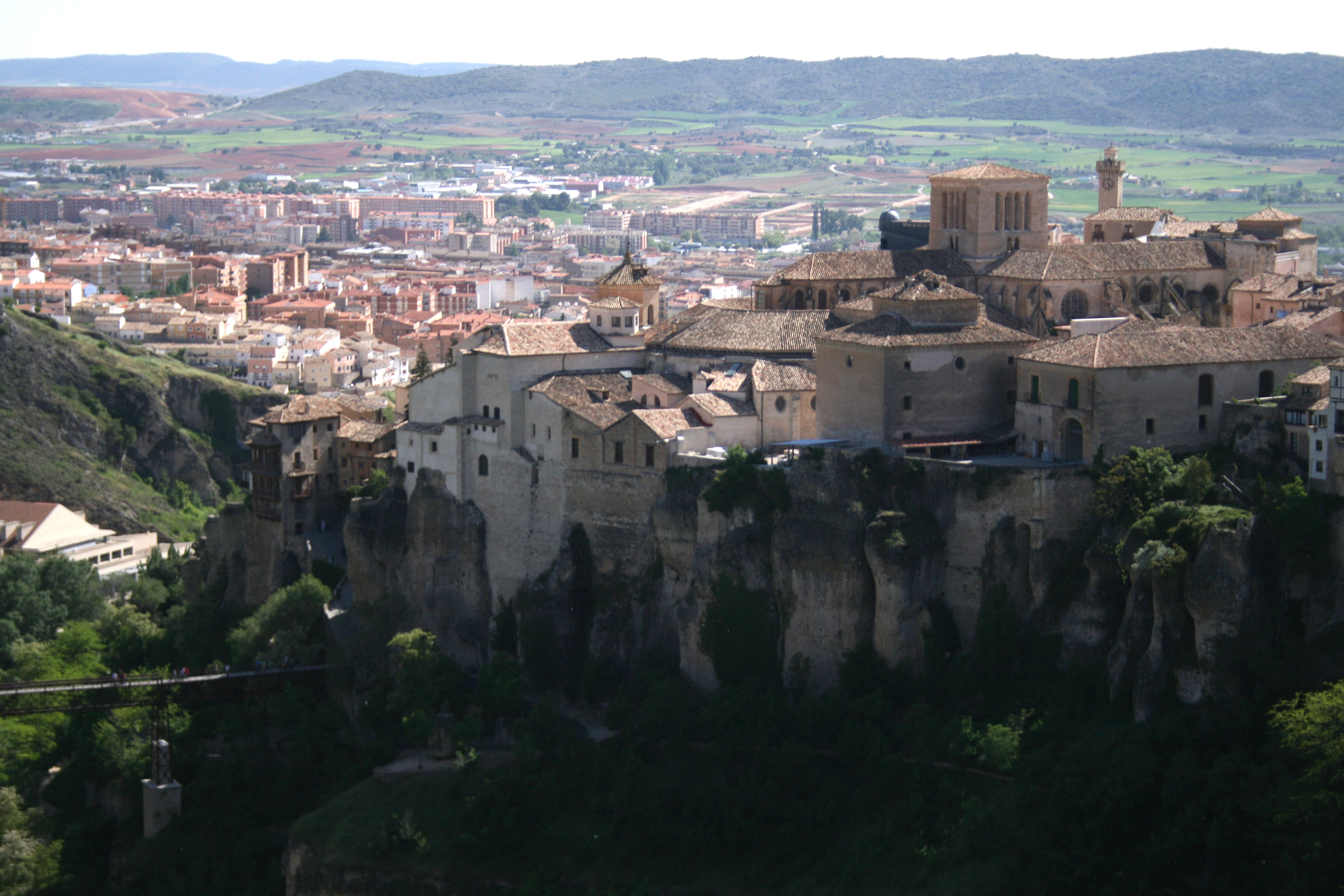
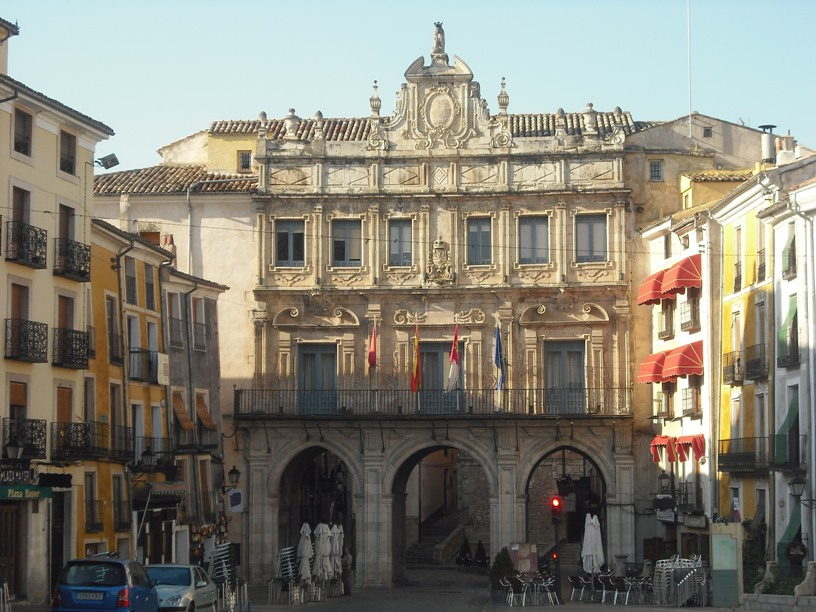
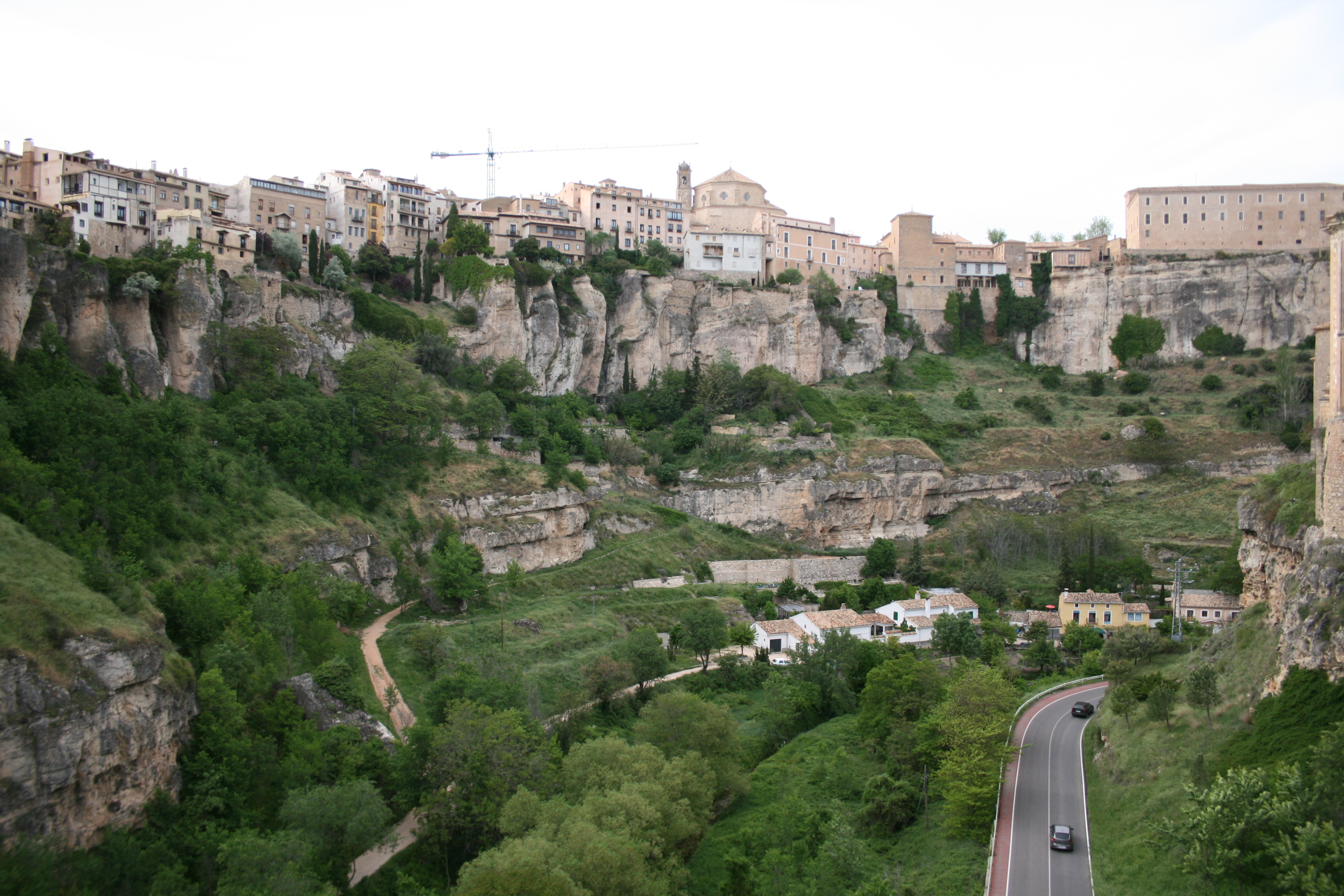
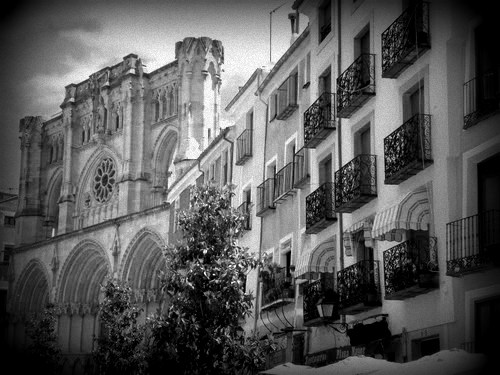

## Osobnosti města
- Alonso de Hojeda (1466/1470–1515/1516), mořeplavec a conquistador
- Antonio Saura (1930–1998), katalánský malíř a grafik, žil a zemřel zde

## Partnerská města
- Cuenca, Ekvádor
- L'Aquila, Itálie
- Paju, Jižní Korea
- Plasencia, Španělsko
- Ronda, Španělsko